# Charles Strack

Zawodnik Oklahoma Sooners

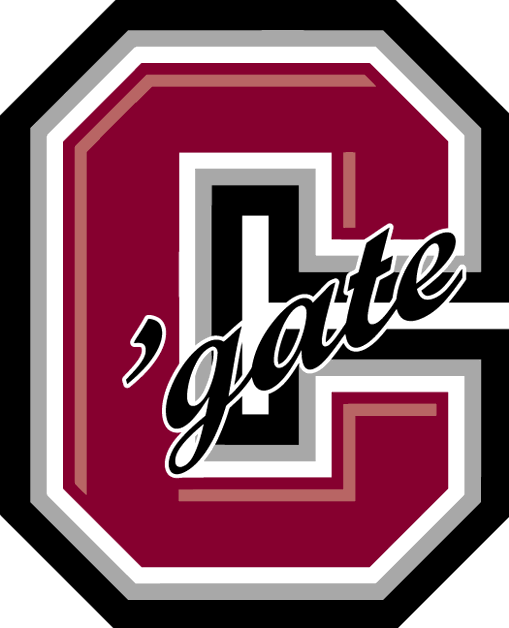
Zawodnik Colgate Raiders

Charles William Strack (ur. 15 lipca 1899 w Nyack, zm. 13 maja 1967 w Spring Valley) – amerykański zapaśnik walczący w stylu wolnym. Olimpijczyk z Paryża 1924, gdzie zajął jedenaste miejsce w wadze półciężkiej.
Zawodnik Spring Valley High School, University of Oklahoma i Colgate University. Mistrz Amateur Athletic Union w 1924 i 1926 roku.

## Letnie Igrzyska Olimpijskie 1924
| Konkurencja      | Rundy eliminacyjne      | Klas. końcowa |
| Konkurencja      | Ćwierćfinał             | Miejsce       |
| ---------------- | ----------------------- | ------------- |
| 87 kg styl wolny | Charles Courant (SUI) P | 11.           |